# کرشت
منطقه کِرِشت در بخش مرکزی شهر جدید پردیس در شرق تهران در مجاورت جاده هراز واقع شده است

## ویژگی‌ها
نام روستا توسط مردم کرشت با فتحه به روی حروف کاف و ر نیز تلفظ می‌شود.
کرشت در کیلومترِ ۲۵ جادهٔ آبعلی، بعد از پارک فناوری پردیس واقع است.
در کنار اصلی‌ترین راه ورود به کرشت مرکز ماهواره‌ای بومهن و پارک فناوری پردیس قرار دارند.
با توسعه روزافزون حومه تهران بافت کرشت درحال حاضر کاملاً ویلایی شده است و مکانی مناسب به جهت نزدیکی به تهران برای سکونت تلقی می‌گردد
کرشت نزدیکترین منطقه ویلایی به تهران می‌باشد و درآینده با توسعه شهری، شهر پردیس این منطقه نیز پتانسیل خوبی برای ایجاد فضاهای آموزشی و پرورشی و ورزشی و تفریحی پردیس خواهد بود
درحال حاضر به کمک اداره اوقاف و اهالی محترم کرشت بخشی از بلوار اصلی در حال احداث می‌باشد که زمینه‌ساز رشد وتوسعه منطقه خواهد شد طبق آخرین مصوبه وزارت کشور کرشت بخش مرکزی شهر پردیس می‌باشد
یکی از خان‌های قدیمی این منطقه وهاب شوری می‌باشد. شخص اصلی در این منطقه وهاب شوری می‌باشد که بزرگ و خان منطقه می‌باشد.
```
تنها مرجع صدور پروانه دهیاری کرشت می‌باشد در اردیبهشت ۱۳۹۴ نیز تعدادی از املاک غیرمجاز که در اراضی ملی و کشاورزی ساخته شده بودند با حکم قضایی تخریب شدند.
```

درحال حاضر دهیار روستای کرشت مهندس مهدی جعفر می‌باشد.

## انتخابات شورا اسلامی شهر و روستا
ارا صندوق‌های روستا کرشت در انتخابات شوراهای اسلامی شهر و روستا (۱۳۹۲) در این روستا باطل اعلام شد
ودر سال ۹۶ آقایان بهمن نجاتی امین، میثم جعفر، شهرام صباحی نیا، حمید رضا جرسی و مسعود عباسی وارد شورا شدند که میثم جعفر به عنوان رئیس شورای بخش انتخاب شد

## امکانات روستایی
روستای کرشت ساختمان دهیاری با ماشین آلات کامل زمین فوتبال پارک بانوان و مرکز بهداشت و سه نانوایی فعال یک کتابخانه
و دو مدرسه دارد
که یکی از این واحدهای آموزشی با کمک مالی اوقاف شرف النساء کرشت ساخته و در سال ۱۳۹۹ دایر شد.
.

## جمعیت
این روستا در دهستان کرشت قرار دارد و براساس سرشماری عمومی نفوس و مسکن در سال ۱۳۹۵، جمعیت آن ۱٬۷۸۵ نفر (۵۳۱ خانوار) بوده است.